# سگک عقاب و صید
سگک عقاب و صید از اشیای کشف شده دوران اشکانیان است و قدمت آن به سده اول پیش از میلاد تا سده دوم پیش از میلاد بر می‌گردد. در سال‌های ۱۹۱۰-۱۹۱۱ میلادی این قطعه که جزئی از یک گنجینه بود، توسط ارنست هرتسفلد در اتاقی در یک معبد، واقع در نزدیکی نهاوند کشف شد. هرتسفلد بر این گمان بود که این گنج متعلق به یک خانواده اشرافی اشکانی است. جنس قطعه طلا با نشان‌های فیروزه و پهنای سگک ۸٫۴ سانتی متر است. طرح کلی سگک دایره‌ای شکل است که دو شکاف به منظور گذر تسمه یا بند چرمی در سمت راست و چپ آن وجود دارد. گردادگرد سگک (قاب) جای ۱۸ نگین دیده می‌شود، در این جایگاه‌هایی که شبیه ناخن انسان است، نگین فیروزه نشانده شده‌است که البته بیشتر آنها کنده شده و نابود شده‌اند و فقط ۶ نگین در جای خود است. عقاب در چنگال خود حیوان قوز کرده و کوچکی را که به نظر بزی کوهی یا خرگوشی صحرایی است، شکار کرده‌است. در گوش بزرگ صید و چند نقطه بدنش  فیروزه نشانده شده‌است. عقاب  تقریباً سه چهارم نمای سگک را اشغال کرده‌است. این قطعه دو قلو است و تکه زوج آن در موزه بریتانیا نگهداری می‌شود. این قطعه در موزه متروپولیتن نیویورک گالری ۴۰۴ نگهداری می‌شود.